# باري كوان (تنس)
باري كوان (بالإنجليزية: Barry Cowan)‏ مواليد 25 أغسطس 1974 في إنجلترا، هو لاعب كرة مضرب بريطاني سابق بدأ مسيرته كمحترف سنة 1991 وكان يلعب باليد اليسرى، اعتزل اللعب في 2002. أعلى تصنيف له في الفردي كان المركز الـ 162 في سنة 2000. سبق أن شارك في دورة الألعاب الأولمبية الصيفية.

## روابط خارجية
- باري كوان على موقع رابطة محترفي التنس (الإنجليزية)
- باري كوان على موقع الاتحاد الدولي لكرة المضرب (الإنجليزية)
- باري كوان على موقع كأس ديفيز (الإنجليزية)
- باري كوان على موقع خلاصة التنس.كوم (الإنجليزية)
- باري كوان على موقع إي إس بي إن.كوم (الإنجليزية)
- باري كوان على موقع اللجنة الأولمبية الدولية (الإنجليزية)
- باري كوان على موقع أوليمبيديا (الإنجليزية)